# Épisodes de Hasta el fin del mundo
Le tableau suivant est une liste des épisodes de la telenovela Hasta el fin del mundo, diffusée pour la toute première fois le 28 juillet 2014. Ici apparaissent les titres originaux en espagnol. Les 192 épisodes existants sont diffusés en une seule saison.
| #   | Titre                                                   | Première diffusion |
| --- | ------------------------------------------------------- | ------------------ |
| 1   | Un matrimonio forzado                                   | 28 juillet 2014    |
| 2   | Un encuentro que cambiará el destino                    | 29 juillet 2014    |
| 3   | Las vidas de Sofía y Chava estarán en peligro           | 30 juillet 2014    |
| 4   | Los celos están en el aire                              | 31 juillet 2014    |
| 5   | La traición no se hará esperar                          | 1er août 2014      |
| 6   | El alto precio de la rebeldía                           | 4 août 2014        |
| 7   | De la amistad a la traición                             | 5 août 2014        |
| 8   | Un beso robado                                          | 6 août 2014        |
| 9   | No quiere un nuevo papá                                 | 7 août 2014        |
| 10  | Dulces pensamientos                                     | 8 août 2014        |
| 11  | Un amor robado                                          | 11 août 2014       |
| 12  | Un beso de ensueño                                      | 12 août 2014       |
| 13  | Un plan muy sucio                                       | 13 août 2014       |
| 14  | Peleará por su hombre                                   | 14 août 2014       |
| 15  | No quiere ser la niña Ripoll                            | 15 août 2014       |
| 16  | La maldad tomará más fuerza                             | 18 août 2014       |
| 17  | Un corazón roto                                         | 19 août 2014       |
| 18  | Descubrió a Alexa                                       | 20 août 2014       |
| 19  | La gran confesión                                       | 21 août 2014       |
| 20  | El control está en sus manos                            | 22 août 2014       |
| 21  | Está dispuesto a cambiar                                | 25 août 2014       |
| 22  | La llevará hasta el fin del mundo                       | 26 août 2014       |
| 23  | Un pasado insuperable                                   | 27 août 2014       |
| 24  | Levantará bajas pasiones                                | 28 août 2014       |
| 25  | No dejará que controle su vida                          | 29 août 2014       |
| 26  | El mejor chofer                                         | 1er septembre 2014 |
| 27  | Sofía tendrá a los enemigos, muy cerca                  | 2 septembre 2014   |
| 28  | La vida de Armando está en riesgo                       | 3 septembre 2014   |
| 29  | Don Paco sufre un terrible infarto                      | 4 septembre 2014   |
| 30  | Conspiran contra Salvador                               | 5 septembre 2014   |
| 31  | Lo quiere cerca de ella                                 | 8 septembre 2014   |
| 32  | Araceli está de regreso en la vida de Chava             | 9 septembre 2014   |
| 33  | Una verdad que ya no se puede ocultar                   | 10 septembre 2014  |
| 34  | Le espera una noche de pasión                           | 11 septembre 2014  |
| 35  | Sofía está profundamente enamorada                      | 12 septembre 2014  |
| 36  | El amor le llegó de golpe y con un beso                 | 15 septembre 2014  |
| 37  | La maldad corre a toda prisa                            | 16 septembre 2014  |
| 38  | Chava dispuesto a pedirle matrimonio a Sofía            | 17 septembre 2014  |
| 39  | Sofía sorprenderá a Patricio con Silvana                | 18 septembre 2014  |
| 40  | Chava, más sexy que nunca                               | 19 septembre 2014  |
| 41  | La pasión hará que los descubran                        | 22 septembre 2014  |
| 42  | Está entre la espada y la pared                         | 23 septembre 2014  |
| 43  | Su primera vez fue mágica                               | 24 septembre 2014  |
| 44  | Chava no puede ocultar sus celos                        | 25 septembre 2014  |
| 45  | Patricio y Chava llegan a los golpes                    | 26 septembre 2014  |
| 46  | Un futuro sin amor                                      | 29 septembre 2014  |
| 47  | Peleará por lo que es suyo                              | 30 septembre 2014  |
| 48  | Los golpes que marcarán la historia                     | 1er octobre 2014   |
| 49  | Una noche de fantasía                                   | 2 octobre 2014     |
| 50  | Su arrepentimiento le costará muy caro                  | 3 octobre 2014     |
| 51  | Un beso que cambiará la historia                        | 6 octobre 2014     |
| 52  | La pasión y traición están por descubrirse              | 7 octobre 2014     |
| 53  | Greta y Don Paco cara a cara                            | 8 octobre 2014     |
| 54  | Ya no ocultan su amor                                   | 9 octobre 2014     |
| 55  | Sofía corre a Chava del trabajo                         | 10 octobre 2014    |
| 56  | El odio puede más que el amor                           | 13 octobre 2014    |
| 57  | Un nuevo amor está por llegar...                        | 14 octobre 2014    |
| 58  | Una nueva oportunidad para amar                         | 15 octobre 2014    |
| 59  | Su embarazo sale a la luz                               | 16 octobre 2014    |
| 60  | Una luna de miel adelantada                             | 17 octobre 2014    |
| 61  | Sofía y Salvador se dejan llevar por el amor            | 20 octobre 2014    |
| 62  | Una confesión de amor verdadero                         | 21 octobre 2014    |
| 63  | Descubrirá la pasión                                    | 22 octobre 2014    |
| 64  | Sofía pasará la noche con Chava                         | 23 octobre 2014    |
| 65  | Una noche llena de pasión                               | 24 octobre 2014    |
| 66  | Patricio se entera de la romántica verdad               | 27 octobre 2014    |
| 67  | Una boda inevitable                                     | 28 octobre 2014    |
| 68  | Decidido, la boda se cancela                            | 29 octobre 2014    |
| 69  | Chava tiene una nueva oportunidad                       | 30 octobre 2014    |
| 70  | Araceli descubre a Sofía en brazos de Chava             | 31 octobre 2014    |
| 71  | Greta descubre el romance prohibido                     | 3 novembre 2014    |
| 72  | La familia Ripoll está por desmoronarse                 | 4 novembre 2014    |
| 73  | Sofía no podrá escapar de su boda                       | 5 novembre 2014    |
| 74  | Patricio descubre a Sofía besando a Chava               | 6 novembre 2014    |
| 75  | Podrían perderlo todo por amor                          | 7 novembre 2014    |
| 76  | Alexa y Armando tienen su primera noche de pasión       | 10 novembre 2014   |
| 77  | Lupe pide el divorcio a gritos                          | 11 novembre 2014   |
| 78  | Armando a punto de perder el amor                       | 12 novembre 2014   |
| 79  | La llegada de un nuevo Salvador                         | 13 novembre 2014   |
| 80  | La venganza sigue contra Salvador                       | 14 novembre 2014   |
| 81  | El falso compromiso de Chava                            | 17 novembre 2014   |
| 82  | Sofía está empezando a desconfiar de Chava              | 18 novembre 2014   |
| 83  | Corren a Fausto de la mansión Ripoll                    | 19 novembre 2014   |
| 84  | Sofía pensará alejarse de Chava                         | 20 novembre 2014   |
| 85  | Sofía termina su relación con Salvador                  | 21 novembre 2014   |
| 86  | Patricio está listo para hundir a Sofía                 | 24 novembre 2014   |
| 87  | Patricio y Salvador se enfrentarán por el amor de Sofía | 25 novembre 2014   |
| 88  | Araceli le miente a Sofía para quedarse con Chava       | 26 novembre 2014   |
| 89  | Irma está por morir                                     | 27 novembre 2014   |
| 90  | Sus bajas pasiones quedaron al descubierto              | 28 novembre 2014   |
| 91  | Salvador podría morir en manos de Renzi                 | 1er décembre 2014  |
| 92  | Salvador tiene una cita con la muerte                   | 2 décembre 2014    |
| 93  | Sofía se reencontrará con el amor de Chava              | 3 décembre 2014    |
| 94  | Sofía y Chava tienen una noche de pasión                | 4 décembre 2014    |
| 95  | Sofía corre de su vida a Salvador                       | 5 décembre 2014    |
| 96  | Sofía y Patricio se van a casar                         | 8 décembre 2014    |
| 97  | Salvador impedirá la boda de Sofía                      | 9 décembre 2014    |
| 98  | Chava se roba a Sofía antes de su boda                  | 10 décembre 2014   |
| 99  | Sofía está a punto de escapar de su boda                | 11 décembre 2014   |
| 100 | Greta le confiesa a Sofía quién es su verdadero padre   | 12 décembre 2014   |
| 101 | Sofía abandona la fábrica Ripoll para siempre           | 15 décembre 2014   |
| 102 | Salvador decide olvidar a Sofía                         | 16 décembre 2014   |
| 103 | Sofía sabrá quién es su padre                           | 17 décembre 2014   |
| 104 | Sofía y Chava están juntos de nuevo                     | 18 décembre 2014   |
| 105 | Irma no volverá a caminar                               | 19 décembre 2014   |
| 106 | Alexa desenmascara a Patricio                           | 22 décembre 2014   |
| 107 | Sofía le confiesa su amor a Chava                       | 23 décembre 2014   |
| 108 | Chava y Sofía se entregan al amor                       | 24 décembre 2014   |
| 109 | Patricio trata de violar a Sofía                        | 25 décembre 2014   |
| 110 | Daniela y Christian se besan                            | 26 décembre 2014   |
| 111 | Patricio saboteará la empresa Ripoll                    | 29 décembre 2014   |
| 112 | Irma finge estar paralítica                             | 30 décembre 2014   |
| 113 | Sofía corre a Patricio de la empresa                    | 31 décembre 2014   |
| 114 | Sofía enfrenta a Silvana por su gran traición           | 1er janvier 2015   |
| 115 | La vida de Greta corre peligro                          | 2 janvier 2015     |
| 116 | Armando se deja seducir por Irma                        | 5 janvier 2015     |
| 117 | A Alexa le llega un nuevo amor                          | 6 janvier 2015     |
| 118 | Patricio regresa a la fábrica Ripoll                    | 7 janvier 2015     |
| 119 | Salvador demostrará que no es un vividor                | 8 janvier 2015     |
| 120 | Daniela revela una impactante verdad                    | 9 janvier 2015     |
| 121 | Sofía enfrenta un terrible problema                     | 12 janvier 2015    |
| 122 | Araceli está dispuesta en destruir a Sofía              | 13 janvier 2015    |
| 123 | La familia Ripoll está arruinada                        | 14 janvier 2015    |
| 124 | Armando quiere el divorcio de inmediato                 | 15 janvier 2015    |
| 125 | La fábrica Ripoll tiene que cerrar                      | 16 janvier 2015    |
| 126 | La muerte está cerca de Greta                           | 19 janvier 2015    |
| 127 | Sofía quiere a Patricio lejos de ella                   | 20 janvier 2015    |
| 128 | Silvana podría morir en las manos de Patricio           | 21 janvier 2015    |
| 129 | La vida de Alexa está por cambiar                       | 22 janvier 2015    |
| 130 | Silvana está decidida a desenmascarar a Patricio        | 23 janvier 2015    |
| 131 | Las mentiras de Irma acabarán con su vida               | 26 janvier 2015    |
| 132 | Don Paco le pide a Greta toda la verdad                 | 27 janvier 2015    |
| 133 | Sofía está a punto de conocer a su verdadero padre      | 28 janvier 2015    |
| 134 | Silvana y Patricio ya planean su boda                   | 29 janvier 2015    |
| 135 | Alexa y Armando terminan su relación                    | 30 janvier 2015    |
| 136 | Don Paco le dice a Sofía que él es su verdadero padre   | 2 février 2015     |
| 137 | La muerte de Silvana está muy cerca                     | 3 février 2015     |
| 138 | Araceli descubrirá que Sofía es su hermana              | 4 février 2015     |
| 139 | Sofía y Araceli, ¡Hermanas y rivales!                   | 5 février 2015     |
| 140 | Greta no merece el perdón de sus hijas                  | 6 février 2015     |
| 141 | Salvador quiere a Patricio cerca de él                  | 9 février 2015     |
| 142 | Gerónimo quiere hacer suya a Sofía                      | 10 février 2015    |
| 143 | Patricio se queda junto a Sofía                         | 11 février 2015    |
| 144 | Armando está en la mira de la maldad                    | 12 février 2015    |
| 145 | Salvador se enfrenta cara a cara con el enemigo         | 13 février 2015    |
| 146 | Alexa y Armando terminan su amor                        | 16 février 2015    |
| 147 | Lucas jamás perdonará a Daniela                         | 17 février 2015    |
| 148 | Sofía y Salvador escapan para vivir su amor             | 18 février 2015    |
| 149 | Daniela se entrega a Lucas                              | 19 février 2015    |
| 150 | Marisol descubre la terrible infidelidad                | 20 février 2015    |
| 151 | Gerónimo es una amenaza para Salvador                   | 23 février 2015    |
| 152 | El amor acabará con una amistad                         | 24 février 2015    |
| 153 | Greta está a un paso de la muerte                       | 25 février 2015    |
| 154 | Lucas enfrentará la furia de Salvador                   | 26 février 2015    |
| 155 | Araceli quiere destruir a Sofía                         | 27 février 2015    |
| 156 | Octavio le robó a Don Paco                              | 2 mars 2015        |
| 157 | El amor de las Ripoll está en peligro                   | 3 mars 2015        |
| 158 | Patricio quiere el amor de Marisol                      | 4 mars 2015        |
| 159 | Marisol está por caer en un mal amor                    | 5 mars 2015        |
| 160 | Sofía podría perder a Salvador                          | 6 mars 2015        |
| 161 | Alexa renunciará al amor                                | 9 mars 2015        |
| 162 | Lucas será víctima de la maldad                         | 10 mars 2015       |
| 163 | Silvana no podrá ser madre                              | 11 mars 2015       |
| 164 | Patricio recibirá una terrible noticia                  | 12 mars 2015       |
| 165 | Las Ripoll lo perderán todo                             | 13 mars 2015       |
| 166 | Salvador tendrá un hijo con Araceli                     | 16 mars 2015       |
| 167 | Araceli se quiere casar con Salvador                    | 17 mars 2015       |
| 168 | Daniela caerá en las garras de Cristian                 | 18 mars 2015       |
| 169 | Silvana estará en problemas por Christian               | 19 mars 2015       |
| 170 | Chava venderá al Patotas                                | 20 mars 2015       |
| 171 | La muerte de Chava está cerca                           | 23 mars 2015       |
| 172 | Los planes de Silvana salen a la luz                    | 24 mars 2015       |
| 173 | Sofía tiene un nuevo amor                               | 25 mars 2015       |
| 174 | Armando enfrentará una terrible verdad                  | 26 mars 2015       |
| 175 | Sofía y Gerónimo se van a casar                         | 27 mars 2015       |
| 176 | Salvador decide casarse con Araceli                     | 30 mars 2015       |
| 177 | El hijo de Araceli puede no ser de Salvador             | 31 mars 2015       |
| 178 | Sofía y Salvador de nuevo juntos                        | 1er avril 2015     |
| 179 | Chava le pedirá matrimonio a Sofía                      | 2 avril 2015       |
| 180 | Doña Lupe muere por venganza                            | 3 avril 2015       |
| 181 | La gran boda de Sofía y Salvador                        | 6 avril 2015       |
| 182 | Salvador va contra Gerónimo                             | 7 avril 2015       |
| 183 | Marisol está embarazada                                 | 8 avril 2015       |
| 184 | Alexa se enfrenta a fantasmas del pasado                | 9 avril 2015       |
| 185 | Salvador toma venganza en contra de Patricio            | 10 avril 2015      |
| 186 | Silvana acaba con la vida de Patricio                   | 13 avril 2015      |
| 187 | Alexa se encuentra con la muerte                        | 14 avril 2015      |
| 188 | La muerte de Alexa sorprende a las Ripoll               | 15 avril 2015      |
| 189 | Alexa está viva                                         | 16 avril 2015      |
| 190 | Salvador descubre a Gerónimo                            | 17 avril 2015      |
| 191 | Gran final: Part 1                                      | 19 avril 2015      |
| 192 | Gran final: Part 2                                      | 19 avril 2015      |